# Збірна Тринідаду і Тобаго з футболу
Збірна Тринідаду і Тобаго з футболу — національна футбольна команда Тринідаду і Тобаго, яка контролюється та керується Асоціацією футболу Тринідаду і Тобаго.
Станом на 3 квітня 2025 посідає 100-e місце у рейтингу футбольних збірних світу.

## Чемпіонат світу з футболу
- 1930 – 1962 — не брала участі
- 1966 – 2002 — не пройшла кваліфікацію
- 2006 — груповий етап
- 2010 – 2022 — не пройшла кваліфікацію

## Чемпіонат націй КОНКАКАФ
- 1963 – 1965 — не брала участі
- 1967 — 4 місце
- 1969 — 5 місце
- 1971 — 5 місце
- 1973 — 2 місце
- 1977 – 1981 — не брала участі
- 1985 — 1 раунд
- 1989 — 3 місце

## Золотий кубок КОНКАКАФ
- 1991 — груповий етап
- 1993 — не пройшла кваліфікацію
- 1996 — груповий етап
- 1998 — груповий етап
- 2000 —  3 місце
- 2002 — груповий етап
- 2003 — не пройшла кваліфікацію
- 2005 — груповий етап
- 2007 — груповий етап
- 2009 — не пройшла кваліфікацію
- 2011 — не пройшла кваліфікацію
- 2013 — чвертьфінал
- 2015 — чвертьфінал
- 2017 — не пройшла кваліфікацію
- 2019 — груповий етап
- 2021 — груповий етап
- 2023 — груповий етап
- 2025 — груповий етап

## Гравці збірної
- Шака Хіслоп (1999—2006)